# Theinhko
Theinhko (también Theinkho, pronociado [θéiɴkʰò]; c. 918–959) fue un rey de la dinastía Pagana de Birmania que reinó durante 16 años. Aunque las crónicas birmanas afirman que reinó del 915 al 931, su reino actual, deducido a partir del ascenso al poder del rey Anawrahta, 1044, tuvo que ser entre 943 y 959. Gran parte de la información en las crónicas birmanas anterior al reino de Anawrahta es poco fiable o legendaria.
De acuerdo con la leyenda, Theinhko era hijo del rey anterior Sale Ngahkwe, llegando al trono a los 25 años. A los 41, fue asesinado por un granjero, Nyaung-u Sawrahan, de cuya granja había tomado un pepino. El rey estaba huyendo de los rebeldes y estaba exhausto y sediento. El granjero fue aceptado como rey por la reina para evitar disturbios en el reino, siendo conocido como el "Rey Pepino", "Rey Granjero" o "Taungthugyi Min". Hay una historia de Camboya similar, y ambas pueden ser mitos.